# Scharpoord

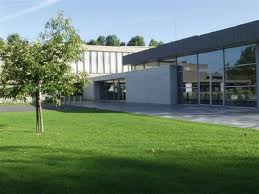
Hoofdingang

Scharpoord is het cultuurcentrum van de West-Vlaamse gemeente Knokke-Heist. Scharpoord is gelegen in de Meerlaan, op een boogscheut van het Zegemeer.

## Geschiedenis en onderdelen
Het gebouw werd ontworpen door Paul Felix en opgetrokken op de terreinen van de voormalige Willem II-batterij (een verdedigingslinie met kanonnen van de Duitse bezetter) in de periode 1970-1974. Kenmerkend voor het gebouw zijn een functionele stijl met referenties naar militaire infrastructuur, die gekenmerkt wordt door het gebruik van beton, donkere houten ramen en een bruinrode vloer.
Het gebouw kende door de loop der jaren enkele grote uitbreidingen en aanpassingen: in 1994 werd een gedeelte bijgebouwd aan de administratie (ZO-gevel) en de bibliotheek werd uitgebreid met een mediatheek (ZW-gevel). In 2002 werd Cafecultuur gerealiseerd met inbegrip van een nieuwe inkom en onthaal. In 2007 werd op de noordelijke hoek een utiliteitsgebouw opgetrokken met een goederenlift waarmee de kelders werden ontsloten, en waarin ook een werkplaats, een extra vergaderlokaal en een extra danslokaal zitten vervat. Bovenstaande drie uitbreidingen zijn van de hand van Marc Felix, zoon van Paul Felix. Cafécultuur kreeg als eyecatcher lichtsculpturen van de Duitse ontwerper Ingo Maurer. Na de bouw werd de omgevingsaanleg aangepast naar plan van landschapsarchitect Paul Deroose.
In 1996 kreeg het zaalgedeelte van de schouwburg een facelift door aanpassing van de zichtlijnen en de publiekscapaciteit tot 426 stoelen. De trekkeninfrastructuur boven het podium werd aangepakt in 2002, waarbij de 24 handtrekken werden gerenoveerd en de trekkenwand werd uitgebreid met 15 gemotoriseerde trekken. De rest van de technische installatie, oorspronkelijk ontworpen door technici van de toenmalige BRT, werd doorlopend aangepakt tijdens de periode 2000-2012.
In 2013 startte een grondig renovatietraject voor het oorspronkelijke gebouw.
Scharpoord staat niet als monument geklasseerd, maar staat wel op de Inventaris van het Bouwkundig Erfgoed.

## Evenementen
Het bekendste evenement dat plaatsvindt in Scharpoord is het Internationaal Fotofestival Knokke-Heist.

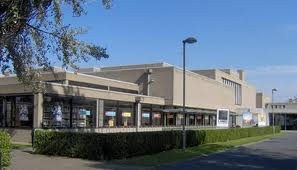
Bibliotheek
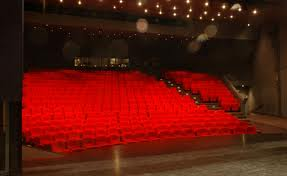
Schouwburg
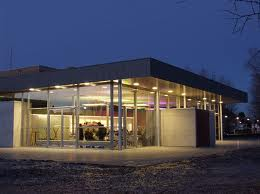
Cafécultuur